# Garnet (cràter)
Garnet és un cràter sobre la superfície de (2867) Šteins, situat amb el sistema de coordenades planetocèntriques -8.6 ° de latitud nord i 338.3 ° de longitud est. Fa un diàmetre de 0.39 km. El nom va ser fet oficial per la UAI el nou de maig de 2012 i fa referència al granat, un grup de minerals nesosilicats.